# Dendrobium refractum
Dendrobium refractum är en orkidéart som beskrevs av Johannes Elias Teijsmann och Simon Binnendijk. Dendrobium refractum ingår i släktet Dendrobium, och familjen orkidéer. Inga underarter finns listade i Catalogue of Life.